# Фотије Кондоглу
Фотије Кондоглу (грч. Φώτης Κόντογλου; Ајвалик, 8. новембар 1895. - Атина, 13. јул 1965) био је грчки књижевник, сликар и иконописац.

## Живот
Рано је остао без оца, па се о његовом образовању старао стриц, настојатељ свете обитељи Свете Петке у Ајвалику, Стефан Кондоглу. То је и пресудно утицало на његов животни позив, да заволи православну умјетност и духовност. Био је избјеглица из родног Ајвалика, у данашњој Турској. Студирао је у Атини, Паризу, Шпанији и Португалу, изучавајући дјела великих мајстора умјетности, посебно Ел Грека. Написао је књигу Ајвалија, моја отаџбина, о животу православних у њој. Написао је и Житије Светог новомученика Георгија Хијоског. Никос Казантзакис је ту књигу сматрао најбољим дјелом грчке књижевности, што је до тада читао. Први роман му је био Педрос Казас из 1920, за који је од многих писаца добио одличне критике.
Истовремено изучава православни живопис на Светој Гори. 1964. објављује брошуру Шта је православље и шта је Папизам, у којој са православног становишта износи учење православља и заблуде папизма. Сву своју уштеђевину је трошио на школовање дјеце сиромашних људи. 1963. је повређен у саобраћајној несрећи у Атини, а након посљедње операције 1965. добија постоперативно тровање од чега је и умро. Имао је супругу Марију и ћерку Деспо. Живописао је многе храмове, а био је и одличан црквени појац.